# ワインの匂い
『ワインの匂い』（ワインのにおい）は、1975年12月20日に発売されたオフコース（当時の表記はオフ・コース）通算3作目のオリジナル・アルバム。

## 解説
本作から武藤敏史がプロデューサーとして参加。以後、『FAIRWAY』までプロデュースを手がける。武藤は1973年4月に東芝音楽工業（当時）入社。トワ・エ・モワやりりィなどをプロデュース後、怪我のため一時休養。オフコースを担当する話が持ち上がったのは入院中のこと。「病院に、当時の制作部長が見舞いに来てくれた時、『オフコース知っているか』って言われて。もちろん知らないはずがない。僕は学生時代から知ってたし。それでプロデュースするのはどうか聞かれたけど、もう半年近く入院していて、果たして自分は治って仕事に戻れるか不安だったし、それを考えるほうが先決だったから、すぐに返事はできなかった」と、そのきっかけについて答えている。
オフコースはこのアルバムリリースの前年である1974年10月26日に中野サンプラザで行われたリサイタル『“秋ゆく街で”』にてこのコンサートの直前に発売されたシングル「忘れ雪」を自分達が望んでリリースした曲ではないとして歌わなかった。それまでのプロデューサーで『忘れ雪』を推し薦めた橋場正敏とは以前から折り合いが良くなかったが、この一件が原因で橋場とオフコースの関係は更に折り合いが悪くなってしまう。最終的に橋場は喧嘩別れの形でオフコースのプロデューサーを降りることになり、後任に武藤が打診される事となった。
プロデューサー交代の話し合いは武藤の快復を待つということで一時宙に浮き、退院後改めて検討され、武藤は小田・鈴木と会った。そのときの印象を武藤は「第一印象は、みんなが言うほどとっつきにくいという感じはなかった。いきなり音楽の話から入ったし、音楽ってのは遠慮もなにもないからね。それに、とっつきにくいっていうのはそう見えるだけであって中味はそうじゃない。ホットでしょう。それがすぐ分かったし」と答え、プロデュースを担当することが決まったことについては「担当することになった時は、もうどうしようかと思うくらい嬉しかった。素晴らしいグループだし、やってみたかったし。でも嬉しい反面、相当な大物だからね。分かる人にはわかるわけ、彼らが凄い人たちだっていうことは。僕が学生時代に音楽をやってた頃から、その辺の人たちにオフコースの存在は有名だった。みんながスリー・コードで誰にでも弾ける音楽をやってる時代に、すでにしっかりしたコードで、きちっとした音楽性でやってたし、メッセージ・フォークが主流になった頃も“メッセージがないと音楽をやる人間じゃない”みたいな雰囲気の中で勇気を持って音楽一本槍でやってた。素晴らしいことだと思ってたね、ずっと。だから、音楽的には凄くやりたかったけど、大物だし、うまく近づけるかとか、不安はいっぱいあった。でも若かったし夢中だったから、いろんなこと全部あわせても、やりたいと思った」と、答えている。
武藤は過去のアルバムに対して、曲の一つひとつは良いが全体にまとまりがなく、作り方のポリシーがない。オフコース自身の持つポリシーを表せずに終わっていると、ずっとそう思っていた。そこで、「もっと充分に時間をとって彼らのやりたいように作れる場を与える、それも大切なことだと思う」と考え、二人が満足できる位の時間をかけることにした。結果、1975年7月から始まったレコーディングは500時間を超え、当時サディスティック・ミカ・バンドが持っていたレコーディング時間の最長記録を更新した。細かい音の一つひとつにまで時間がかけられ、今までとはあまりに違うやり方に「そんなことしていいのか」と、小田・鈴木は何度も思ったという。アルバム制作を振り返って武藤は「小田、鈴木両氏と共にスタジオの中で死に物狂いの音楽的格闘をした」「長いブランクの後だけに曲のストックもいっぱいあって、どの曲を選び収録するかが格闘の始まり。何度も何度もミーティングを繰り返した上、採用した曲でもスタジオに入ってからまたいろいろ手直しをしたり、まさに二人と僕との格闘の連続であった」と語っている。
オフコースは橋場がプロデューサー時代は東芝EMIの「第1制作部」の管轄アーティストだったが、武藤がプロデューサーに就任後は「第2制作部」に移籍している。
A-1「雨の降る日に」のイントロで聞かれる車の走行音はレコーディング最終日に豪雨の中、小田が当時の愛車トヨタ・セリカを走らせ、その音を録音したもの。
A-3「眠れぬ夜」は、小田が書いた当初はバラードだったが、「それまでのアルバムには無条件に理屈抜きに楽しめるような曲や、シンプルな曲が少なすぎたのではないか」という武藤の助言により8ビートにリアレンジされた。
A-5「ワインの匂い」は初めて荒井由実のステージを見たときにまとめた曲だと小田は後に雑誌のインタビューで答えている。しかし、「ユーミンに捧げた曲」と話が変質して理解されてしまい、雑誌「ギターブック」での小田宛の質問にそのような内容が垣間見られるが、小田は正しいいきさつを説明している。後に小田が「こころ」のカップリングとしてセルフ・カヴァーした。
B-1「憂き世に」で矢沢透が演奏した楽器としてクレジットされている“Tawanji（タワンジ）”とは、たわしとスポンジのこと。当初はマラカスを使う予定だったが納得いく音が出せず、矢沢の発案でたわしでスポンジを擦った。
B-3「雨よ激しく」は後に鈴木がアルバム『FORWARD』にてセルフカヴァーした。
B-4「愛の唄」は「カーペンターズに歌ってもらえないか」と考え、1976年に「I’ll Be Coming Home」という英語版を制作しデモテープを送った。結局実現はしなかったがリチャード・カーペンターから「確かにあの時、オフコースのデモテープは届いていた」と、コメントを貰ったという。後に小田が「伝えたいことがあるんだ」のカップリングとしてセルフ・カヴァーし、『LOOKING BACK 2』にも収録された。
B-6「老人のつぶやき」は、NHK『みんなのうた』への曲提供依頼を受けて作ったが採用を断られた曲。後に『Eテレタイムマシン 秘宝スペシャル』オープニングテーマに採用された。

## パッケージ、アートワーク
アルバムの帯には以下のキャッチコピーが記載されている。
ジャケット写真は新宿御苑で撮影された。

## 収録曲

### SIDE A
1. 雨の降る日に  –  (2'37")
詞・曲) 小田和正
2. 昨日への手紙  –  (3'04")
詞・曲) 鈴木康博
3. 眠れぬ夜  –  (3'16")
詞・曲) 小田和正
4. 倖せなんて  –  (2'42")
詞・曲) 小田和正
5. ワインの匂い  –  (3'12")
詞・曲) 小田和正
6. あれから君は  –  (3'14")
詞・曲) 鈴木康博

### SIDE B
1. 憂き世に  –  (2'52")
詞・曲) 鈴木康博
2. 少年のように  –  (1'34")
詞・曲) 小田和正
3. 雨よ激しく  –  (3'13")
詞・曲) 鈴木康博
4. 愛の唄  –  (4'12")
詞・曲) 小田和正
5. 幻想  –  (3'13")
詞) 小田和正、曲) 鈴木康博
6. 老人のつぶやき  –  (4'25")
詞・曲) 小田和正

全曲編曲 : オフ・コース

## クレジット
| OFF COURSE                     | |
| KAZUMASA ODA * YASUHIRO SUZUKI | |
|                                | |
| KAZUMASA ODA ;                 | - Piano (A-1,3,4,6 B-1,2,3,4,5) - E.Piano (A-1,2,5 B-3,6) - H.Organ (A-3 B-5) - Arp Synthesizer (A-1,2,3 B-3,6) - Mellotron (A-4) - Clavinette (A-3) - Cembalo (A-6 B-4) |
|                                | |
| YASUHIRO SUZUKI ;              | - A.Guitar (A-3,4 B-1,2,3,4,6) - G.Guitar (A-2,5) - E.Guitar (B-3) - Triangle (A-5) - Drums (B-2) - Percussion (A-6 B-2,4) - Harmonica (B-1,4)                           |

|                   |                                                          |
| OSAME MORI ;      | E.Bass (A-4 B-1,4,5)                                     |
| KUNIMITSU INABA ; | W.Bass (A-1)                                             |
| TOHRU YAZAWA ;    | - Drums (A-4 B-1,4,5) - Tawanji (B-1) - Percussion (B-4) |
| STRAWBERRY ;      | (A-2,3,5,6 B-3)                                          |

|                                  | Tatsuya Yamaguchi (E.G) | Kenji Iwasaki (E.B)  |
|                                  | Takuo Kio (Keyboard)    | Keiji Miura (E.Bass) |
|                                  | Hiroshi Yamaki (Drums)  |                      |
| TOSHIFUMI MUTOH ; Recorder (B-6) |                         |                      |

|                             |                                                     |
| PRODUCED BY TOSHIFUMI MUTOH |                                                     |
| ENGINEERED BY               | - KENJI MURATA - KIMUCHI KAWAMURA - SMILE YAMAGUCHI |
| DESIGN ; KUNIO SHUTO        |                                                     |
| PHOTO ; KENJI HATA          |                                                     |

## TOCT-25634, TOCT-95034

### 解説
2005年、レコード・デビュー35周年にあわせ“オリジナル・アルバム15タイトル紙ジャケット・シリーズ”としてエキスプレス・レーベル在籍中のオリジナル作品がリイシュー。24ビット・デジタル・リマスタリング、オリジナルLP装丁を復刻した紙ジャケット仕様にてリリースされた。2009年にはSHM-CDフォーマット、通常のプラ・ケース仕様で再発された。

### 収録曲
1. 雨の降る日に
2. 昨日への手紙
3. 眠れぬ夜
4. 倖せなんて
5. ワインの匂い
6. あれから君は
7. 憂き世に
8. 少年のように
9. 雨よ激しく
10. 愛の唄
11. 幻想
12. 老人のつぶやき

### クレジット
- リマスタリング・エンジニア：行方洋一
- ジャケット資料協力：喜多雅美 (サウンドステーション)
- ライナーノーツ：田家秀樹

## リリース履歴
| #  | 発売日         | リリース                                 | 規格   | 品番       | 備考 |
| -- | -------------- | ---------------------------------------- | ------ | ---------- | --- |
| 1  | 1975年12月20日 | エキスプレス ⁄ 東芝EMI                   | LP     | ETP-72123  | セカンドプレスから帯のデザインが一新された                                                                  |
| 2  | 1979年         | エキスプレス ⁄ 東芝EMI                   | CT     | ZT25-321   | |
| 3  | 1983年11月21日 | エキスプレス ⁄ 東芝EMI                   | CD     | CA35-1032  | 初CD化（以降全てアーティスト非監修による再発）。                                                            |
| 4  | 1985年9月28日  | エキスプレス ⁄ 東芝EMI                   | CD     | CA32-1158  | 品番および価格改定。                                                                                        |
| 5  | 1987年7月5日   | エキスプレス ⁄ 東芝EMI                   | CD     | CA25-1483  | オリジナル・アルバム+ボーナス・ディスクの12枚組CD-BOX『OFF COURSE BOX』(CA25-1480~1490)の中の1枚。          |
| 5  | 1987年7月5日   | エキスプレス ⁄ 東芝EMI                   | CT     | ZH22-1853  | オリジナル・アルバム+ボーナス・カセットの12本組カセットBOX『OFF COURSE BOX』(ZH22-1850-60)の中の1本。       |
| 6  | 1991年6月7日   | エキスプレス ⁄ 東芝EMI                   | CD     | TOCT-6203  | |
| 7  | 1992年6月24日  | エキスプレス ⁄ 東芝EMI                   | CD     | TOCT-6562  | 音蔵シリーズでの再発。                                                                                      |
| 8  | 1998年2月25日  | エキスプレス ⁄ 東芝EMI                   | CD     | TOCT-10086 | Q盤シリーズでの再発。                                                                                       |
| 9  | 1998年11月18日 | エキスプレス ⁄ 東芝EMI                   | CD     | TOCT-10544 | オリジナル・アルバム+ライブ・アルバム全13タイトルの14枚組CD-BOX『OFF COURSE BOX』(TOCT-10542~55)の中の1枚。 |
| 10 | 2001年9月7日   | エキスプレス ⁄ 東芝EMI                   | CD     | TOCT-10774 | スーパーリマスタリングシリーズでの再発。                                                                    |
| 11 | 2005年3月24日  | エキスプレス ⁄ 東芝EMI                   | CD     | TOCT-25634 | 紙ジャケット仕様。24ビット・デジタル・リマスタリング音源による再発。                                        |
| 12 | 2009年1月21日  | エキスプレス ⁄ EMIミュージック・ジャパン | SHM-CD | TOCT-95034 | |